# Luca Spirito

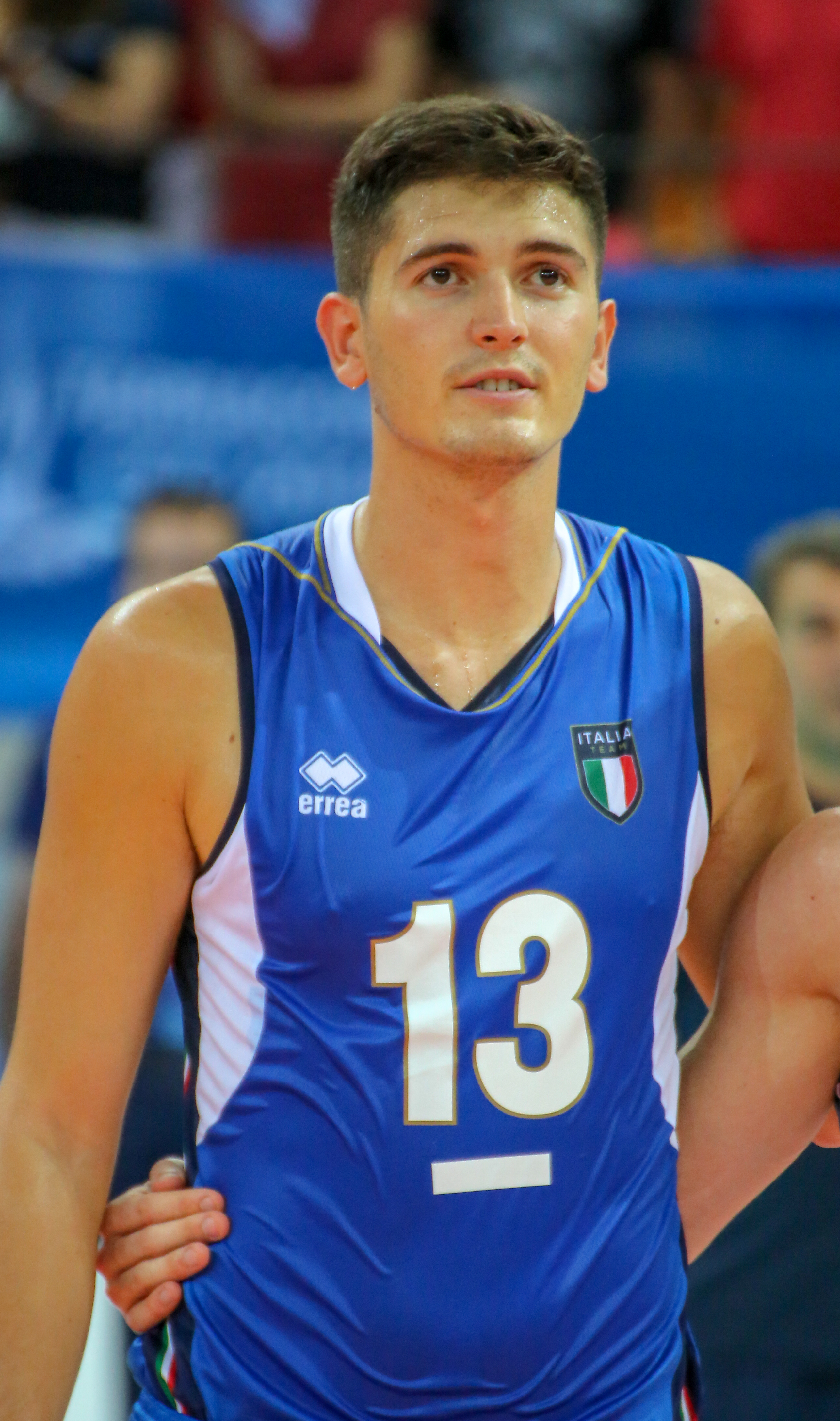
Luca Spirito reprezentantem Włoch na Igrzyskach Śródziemnomorskich 2018

Luca Spirito (ur. 30 października 1993 w Savonie) – włoski siatkarz, grający na pozycji rozgrywającego, reprezentant Włoch. 

## Sukcesy klubowe
Puchar Challenge:
- 2016

## Sukcesy reprezentacyjne
Mistrzostwa Europy Juniorów:
- 2012[2]

Mistrzostwa Świata U-23:
- 2015[3]

Puchar Wielkich Mistrzów:
- 2017

Igrzyska Śródziemnomorskie:
- 2018